# 凤城西大街 (莱芜)
凤城西大街是中国山东省济南市莱芜区的一条东西向道路，也是全城最早建设的道路之一。凤城西大街中段近似与西关街平行，道路西起莱城大道，与泰达路、朝阳路、莱城西外环路、新甫南路、兴华街、西秀大街中心路、鹿鸣街、西秀大街、北坛南路、长青巷、红楼巷、文昌街、燕喜街、凤阳路、胜利南路、加州步行街、凤翔路（亦作“东风街”）、友谊街、商场街、长勺南路、康乐街交汇，东端为文化南路凤城东大街路口。

## 概况
凤城西大街是莱芜市区第一条达标道路，商贸氛围浓厚，是今天莱城最具代表性的商业街。今天的凤城西大街最初是一片耕地，最早建设的一段公路是1958年于莱城老城区（西关街附近）北建成的泰莱公路，1972年拓宽延长，铺设沥青路面，1976年被命名为城关路。1994年7月更名为凤城西大街,沿用至今。

凤城西大街紧邻莱城老城区，百年历史的东关大集在此附近，进而发展为官寺商场。1980年代的莱城物资交流大会也曾多次在凤城西大街举办；莱芜市政府、莱芜汽车总站、招待所、电影院、莱芜饭店、莱芜百货大楼都曾建设在凤城西大街上，凤城西大街一度成为改革开放后莱芜市的政治经济文化中心道路。

现凤城西大街仍作为重要的商圈中心街与城市次干道，在此基础上形成了莱芜老城区主要商圈“凤城街百货中心”，但因历史久远以致道路狭窄、车流不畅，经常堵车。

## 图集

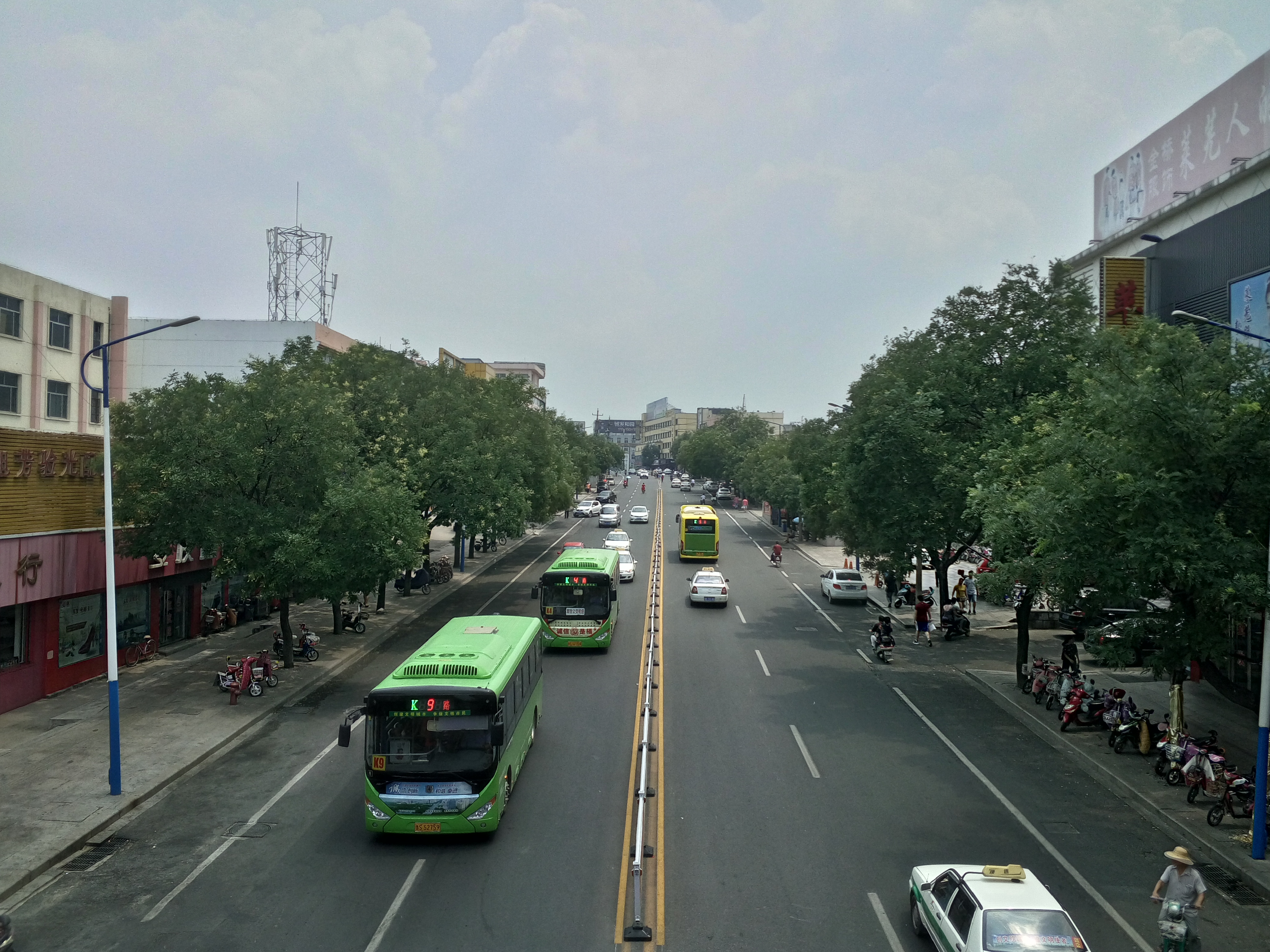
东瞰凤城西大街
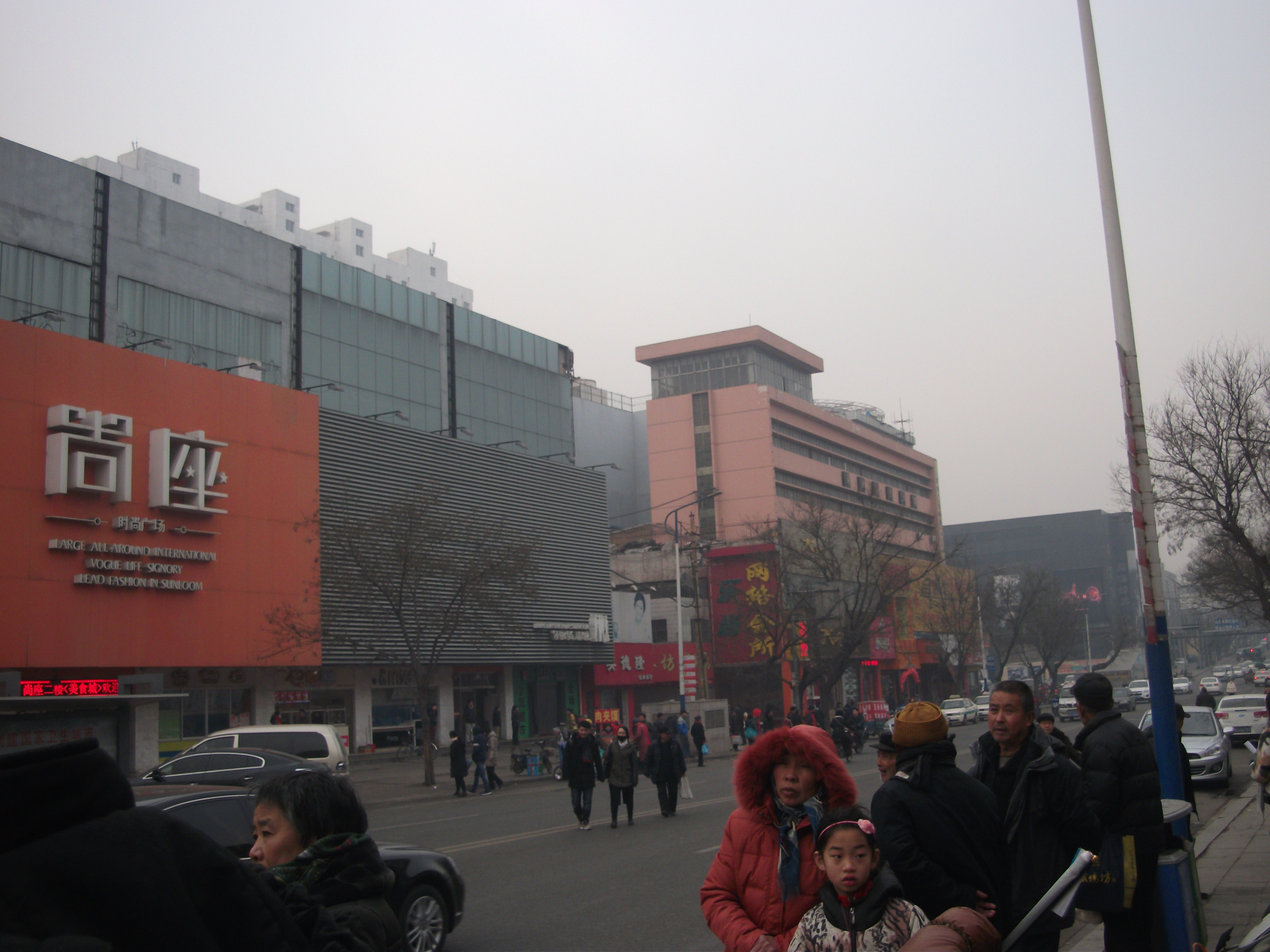
冬日的凤城西大街周边建筑
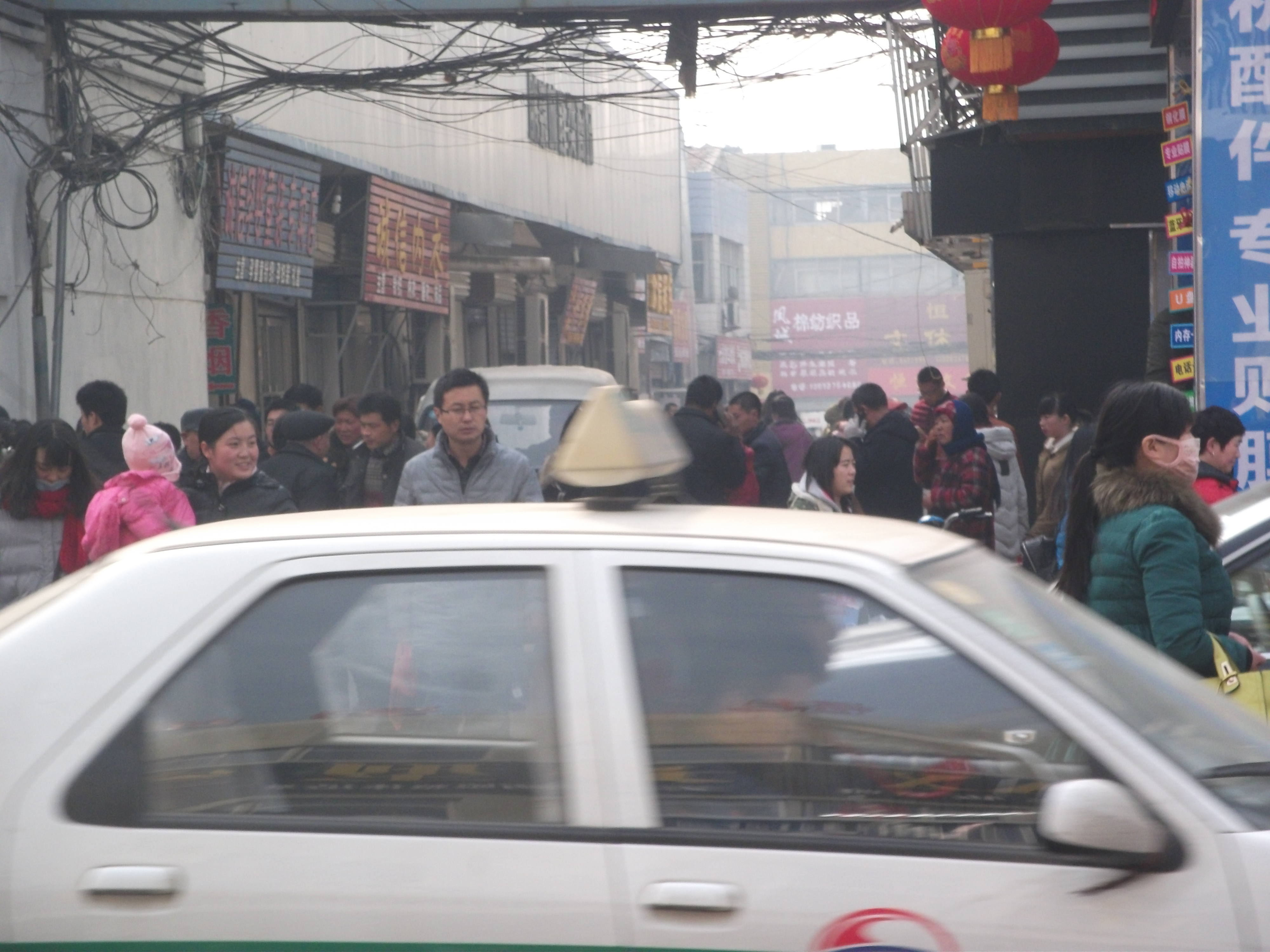
冬天的凤城街百货中心商圈
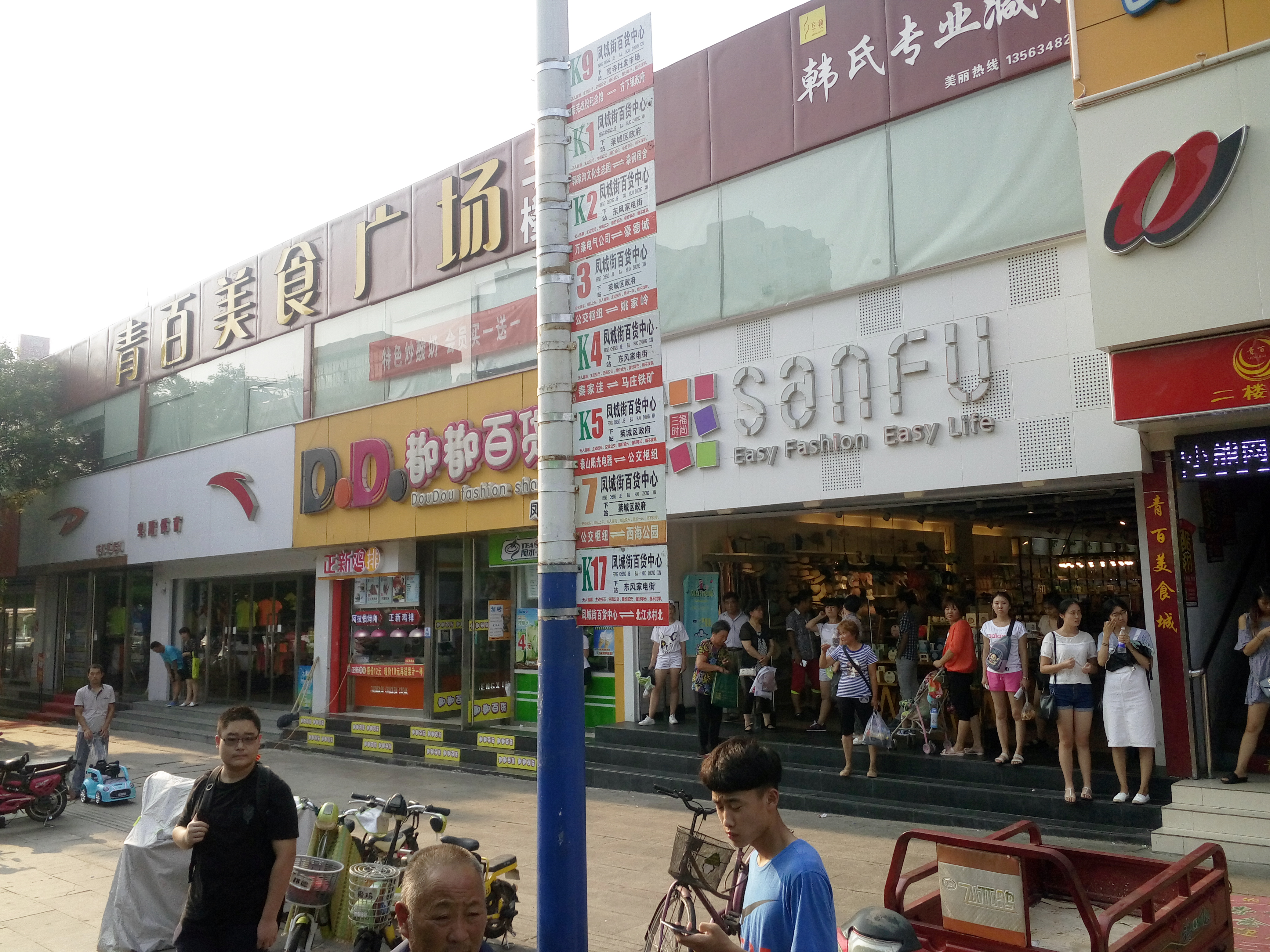
位于凤城西大街上的“凤城街百货中心”公交站
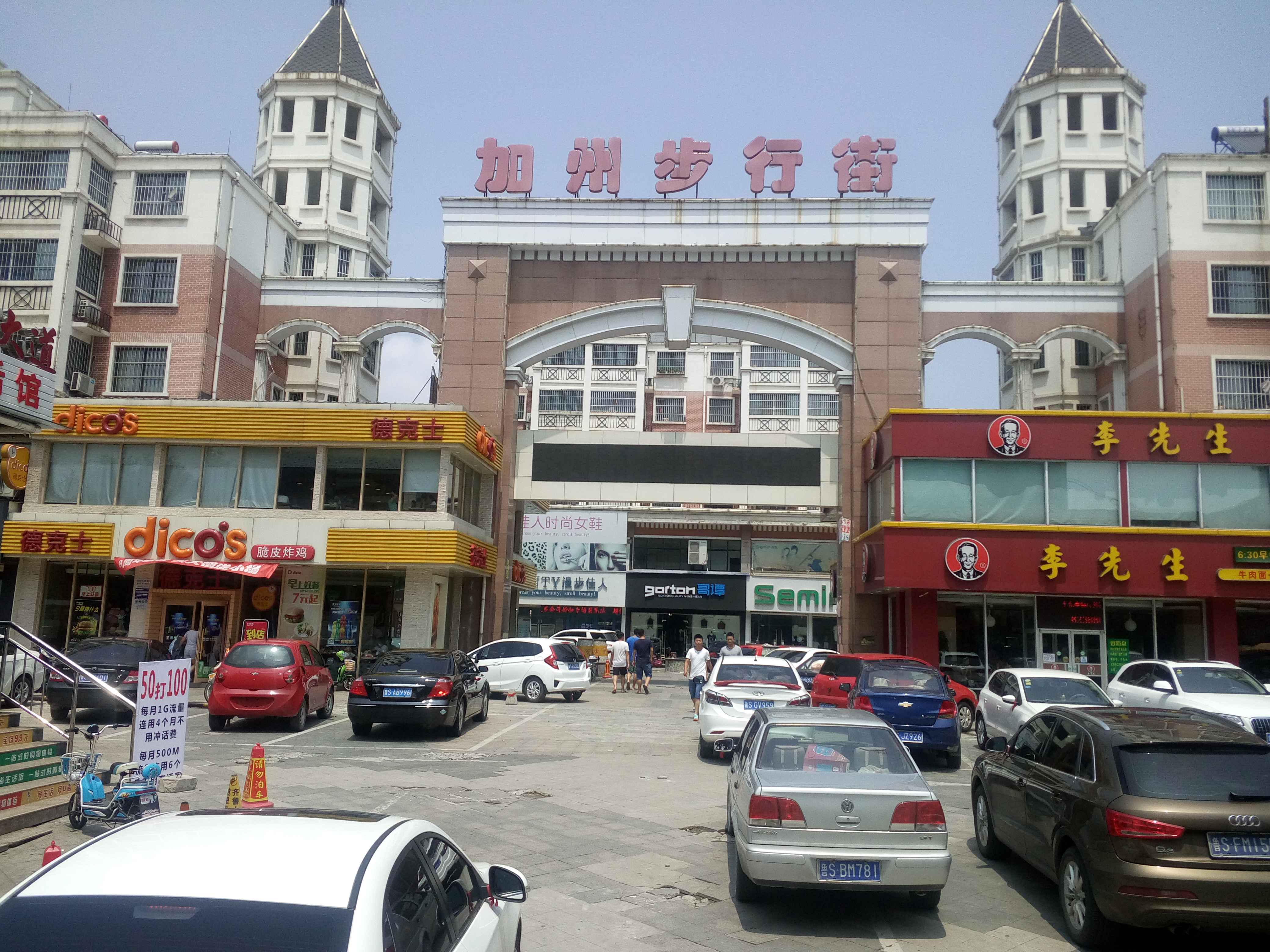
凤城西大街北的加州步行街
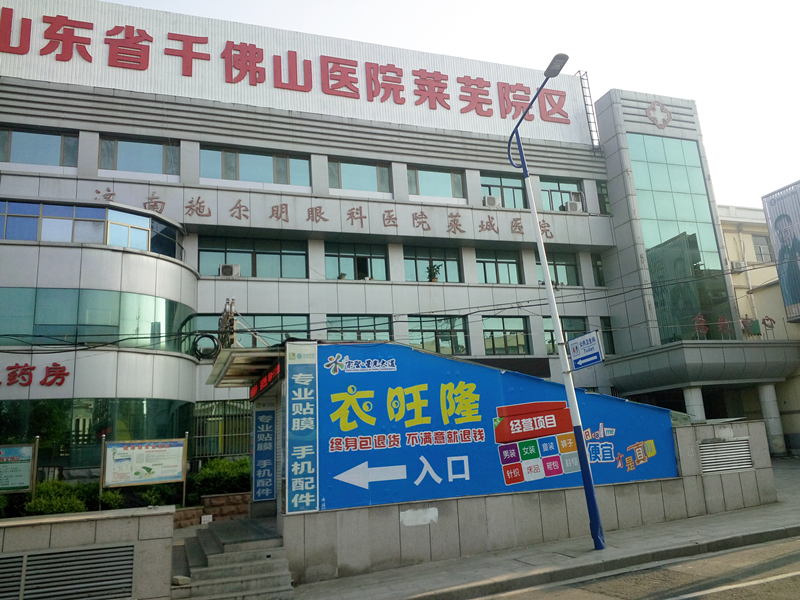
位于凤城西大街北的医院和地下商城的入口
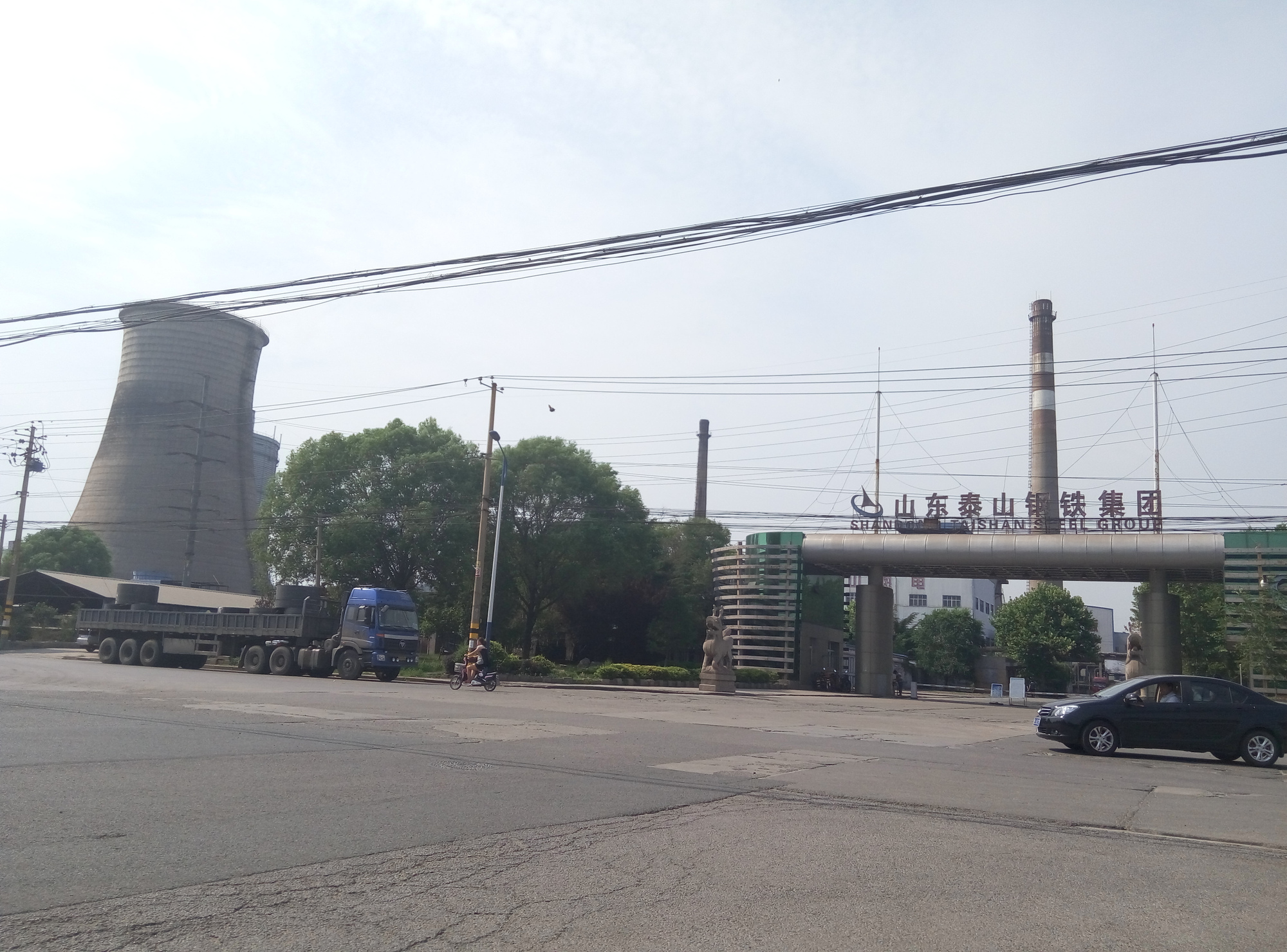
凤城西大街西段的泰山钢铁南门
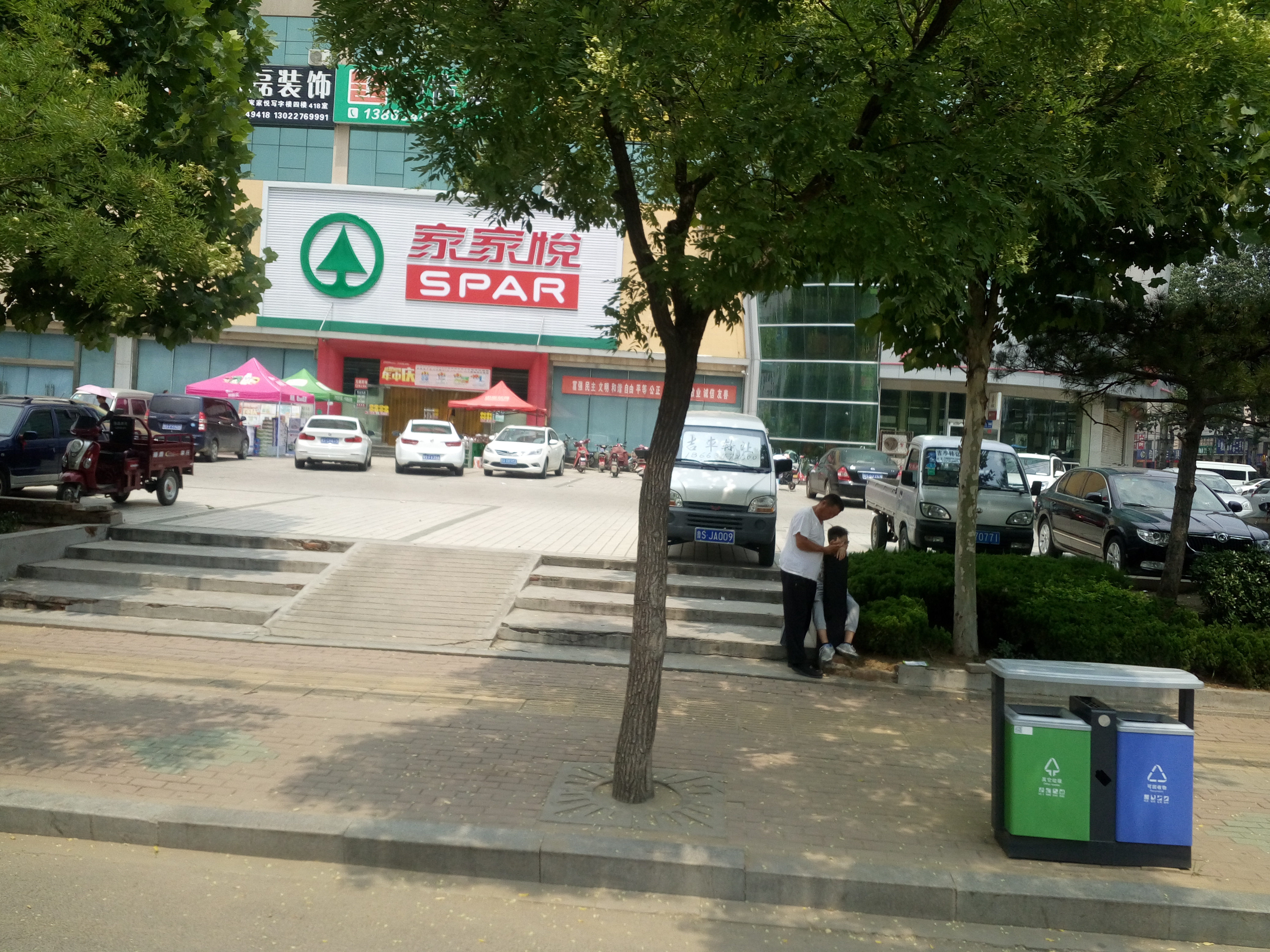
凤城西大街与北坛南路路口处的SPAR超市